# Fritz Bopp
Friedrich Arnold "Fritz" Bopp (Frankfurt am Main, 27 de dezembro de 1909 — Munique, 14 de novembro de 1987) foi um físico, pesquisador e professor universitário alemão.
Fritz fez contribuições importantes para a física nuclear e para a teoria quântica de campos. Foi pesquisador no Instituto de Física Kaiser Guilherme, além de professor na Universidade de Munique, além de ter sido presidente da Deutsche Physikalische Gesellschaft, a maior organização de físicos do mundo. 
Foi também membro do grupo conhecido como Os Dezoito de Göttingen que, em 1957, assinou um manifesto se opondo ao uso de armas nucleares pelo exército da Alemanha Ocidental.

## Biografia
Fritz nasceu em 1909, em Frankfurt. De 1929 a 1934, estudou física na Universidade de Frankfurt e na Universidade de Göttingen, tendo se graduado em 1933 sob a orientação do matemático Hermann Weyl. Em 1934, tornou-se professor assistente em Göttingen. Em 1937, defendeu seu doutorado, sobre espalhamento Compton, sob a orientação de Fritz Sauter.
De 1936 a 1941, foi professor assistente da Universidade de Breslávia. Em 1941, obteve sua habilitação (semelhante no Brasil à livre-docência), com Erwin Fues, trabalhando com teoria de campo quântico do elétron.

## Morte
Fritz morreu em 14 de novembro de 1987, em Munique, aos 77 anos.

## Obras
- com Oswald Riedel: Die physikalische Entwicklung der Quantentheorie. Schwab, 1950
- Editor: Werner Heisenberg und die Physik unserer Zeit. Vieweg 1961
- com Arnold Sommerfeld: Fifty years of quantum theory. Science Bd. 113, 1951, p. 85-92
- com Kleinpoppen (Editor): Physics of one and two electron atoms. 1969